# Жозеф Бартелемі
Марі-Джозеф-Рауль-Леон Бартелемі (фр. Marie-Joseph-Raoul-Léon Barthélemy; 15 січня 1867 — 23 січня 1951) — французький військовик, дивізійний генерал, голова місії Антанти у Польщі (січень-лютий 1919), посередник у польсько-українській війні.

## Життєпис

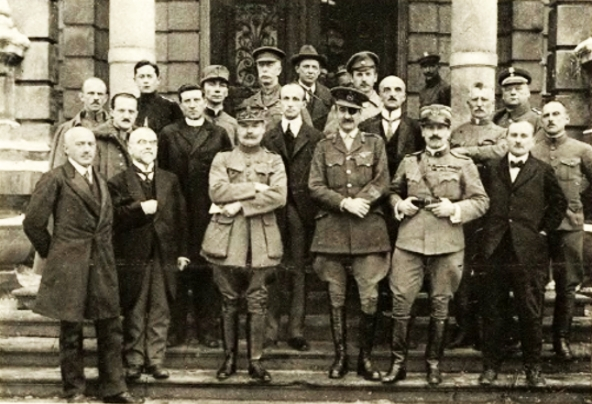
Члени делегацій на перемовинах про припинення вогню. Львів, палац Потоцьких, 26.02.1919 рік. Перший ряд (зліва направо): Володимир Темницький, Володимир Охримович, голова французької місії генерал Жозеф Бартелемі, керівник британської місії генерал-майор Адріан Картон де Віарт, італійський майор Джузепе Стабіле, Степан Витвицький; Другий ряд: Альфонс Ерле, отець Франц Ксаверій Бонн, Роберт Говард Лорд (США), Осип Бурачинський, Костянтин Слюсарчук, Теодор Рожанківський; Третій ряд: стоїть третій — отець Антін Калята, четвертий — британський полковник Смайс, шостий — Вільгельм Фідлєр

Народився 15 січня 1867 року у містечку Лангр у сім'ї військового. У віці 19 років вступив до військової школи Сен-Сір. Закінчив навчання у 1888 році у званні підпоручника. Служив у піхотному полку, згодом став інструктором у школі Сен-Сір. У 1900 році став капітаном, а у 1913 році став підполковником. Йому доручено командування 118-й піхотним полком.
Під час Першої світової війни у 1916 році отримав звання бригадного генерала. Командував 27-ю піхотною дивізією на італійському фронті. Після повернення у Францію у 1918 році командував резервною армією.

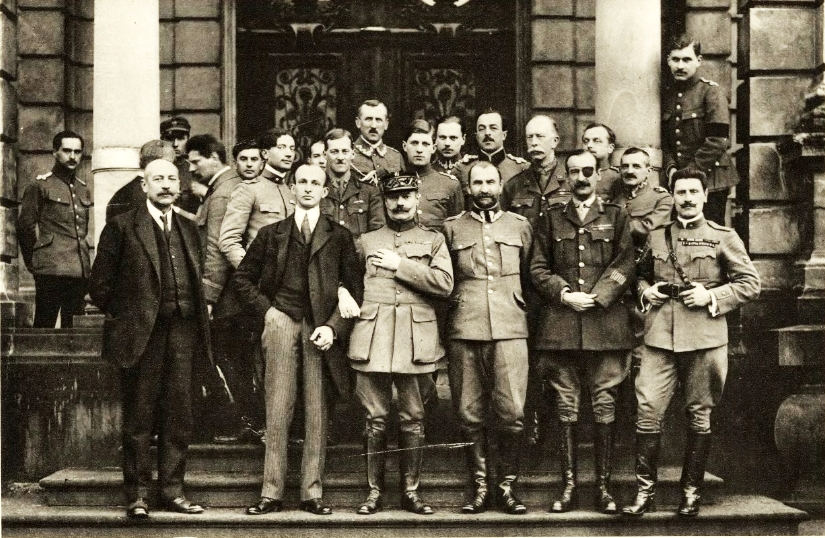
Союзна місія у Львові, лютий 1919 р Зліва направо: Станіслав Ванькович, Роберт Говард Лорд, генерал Жозеф Бартелемі, генерал Тадеуш Розвадовський, генерал Адріан Картон де Віарт, генерал-майор Джузепе Стабіле

Після війни у січні 1919 року призначений головою місії Антанти у Польщі, завданням якої було досягнення перемир'я у польсько-українській війні. 19 січня 1919 року місія Бартелемі прибула до Кракова, налагодила стосунки з польською владою. На початку лютого місія Бартелемі дісталася до Львова для переговорів із ЗУНР. Потягом, яким приїхала місія, було таємно провезено 14 000 гвинтівок з боєприпасами для польської армії. Це викликало протест влади ЗУНР. Бартелемі запропонував створити демаркаційну лінію між Польщею та ЗУНР, яку згодом назвали лінією Бертелемі. Його план передбачав встановлення західного кордону ЗУНР по східній межі Львівського, Перемишлянського і Бібрського повітів, далі вниз по течії річки Стрий.
Згідно з цим планом до Польщі відходила половина території Східної Галичини, зокрема Львів і Дрогобицько-Бориславський нафтовий басейн потрапляли до складу Польщі. Умови перемир'я були невигідні для ЗУНР. Українська делегація відкинула пропозиції Бертелемі. 2 березня місія покинула Львів.
У 1923 році Бартелемі отримав звання дивізійний генерал. Він командував 37-ю піхотною дивізією, потім (з 1926 року) XXX корпусом Рейнської армії. У 1929 році переведений у запас. Нагороджений орденом Почесного легіону та Воєнним хрестом.